# Lijst van afleveringen van Hill Street Blues
Dit is een lijst met afleveringen van de Amerikaanse televisieserie Hill Street Blues. De serie telt zeven seizoenen. Een overzicht van alle afleveringen is hieronder te vinden.

## Seizoen 1
| Nr. | Titel aflevering                    | Uitzenddatum VS  |
| --- | ----------------------------------- | ---------------- |
| 1   | Hill Street Station                 | 15 januari 1981  |
| 2   | Presidential Fever                  | 17 januari 1981  |
| 3   | Politics as Usual                   | 21 januari 1981  |
| 4   | Can World War III Be an Attitude?   | 24 januari 1981  |
| 5   | Double Jeopardy                     | 31 januari 1981  |
| 6   | Film at Eleven                      | 7 februari 1981  |
| 7   | Choice Cut                          | 14 februari 1981 |
| 8   | Up in Arms                          | 21 februari 1981 |
| 9   | Your Kind, My Kind, Humankind       | 28 februari 1981 |
| 10  | Gatorbait                           | 7 maart 1981     |
| 11  | Life, Death, Eternity               | 14 maart 1981    |
| 12  | I Never Promised You a Rose, Marvin | 21 maart 1981    |
| 13  | Fecund Hand Rose                    | 25 maart 1981    |
| 14  | Rites of Spring                     | 19 mei 1981      |
| 15  | Jungle Madness                      | 26 mei 1981      |

## Seizoen 2
| Nr. | Titel aflevering                           | Uitzenddatum VS  |
| --- | ------------------------------------------ | ---------------- |
| 1   | Hearts and Minds                           | 29 oktober 1981  |
| 2   | Blood Money                                | 5 november 1981  |
| 3   | The Last White Man on East Ferry Avenue    | 12 november 1981 |
| 4   | The Second Oldest Profession               | 19 november 1981 |
| 5   | Fruits of the Poisonous Tree               | 3 december 1981  |
| 6   | Cranky Streets                             | 10 december 1981 |
| 7   | Chipped Beef                               | 17 december 1981 |
| 8   | The World According to Freedom             | 7 januari 1982   |
| 9   | Pestolozzi's Revenge                       | 14 januari 1982  |
| 10  | The Spy Who Came in from Delgado           | 21 januari 1982  |
| 11  | Freedom's Last Stand                       | 28 januari 1982  |
| 12  | Of Mouse and Man                           | 11 februari 1982 |
| 13  | Zen and the Art of Law Enforcement         | 18 februari 1982 |
| 14  | The Young, the Beautiful and the Degraded  | 25 februari 1982 |
| 15  | Some Like It Hot-Wired                     | 18 maart 1982    |
| 16  | Personal Foul                              | 25 maart 1982    |
| 17  | The Shooter                                | 6 mei 1982       |
| 18  | Invasion of the Third World Body Snatchers | 13 mei 1982      |

## Seizoen 3
| Nr. | Titel aflevering                    | Uitzenddatum VS   |
| --- | ----------------------------------- | ----------------- |
| 1   | Trial by Fury                       | 30 september 1982 |
| 2   | Domestic Beef                       | 7 oktober 1982    |
| 3   | Heat Rash                           | 14 oktober 1982   |
| 4   | Rain of Terror                      | 21 oktober 1982   |
| 5   | Officer of the Year                 | 28 oktober 1982   |
| 6   | Stan the Man                        | 4 november 1982   |
| 7   | Little Boil Blue                    | 11 november 1982  |
| 8   | Requiem for a Hairbag               | 18 november 1982  |
| 9   | A Hair of the Dog                   | 25 november 1982  |
| 10  | Phantom of the Hill                 | 2 december 1982   |
| 11  | No Body's Perfect                   | 9 december 1982   |
| 12  | Santaclaustrophobia                 | 16 december 1982  |
| 13  | Gung Ho                             | 20 januari 1983   |
| 14  | Moon Over Uranus                    | 27 januari 1983   |
| 15  | Moon Over Uranus: The Sequel        | 3 februari 1983   |
| 16  | Moon Over Uranus: The Final Legacy  | 10 februari 1983  |
| 17  | The Belles of St. Marys             | 17 februari 1983  |
| 18  | Life in the Minors                  | 24 februari 1983  |
| 19  | Eugene's Comedy Empire Strikes Back | 3 maart 1983      |
| 20  | Spotlight on Rico                   | 28 april 1983     |
| 21  | Buddy, Can You Spare a Heart?       | 5 mei 1983        |
| 22  | A Hill of Beans                     | 12 mei 1983       |

## Seizoen 4
| Nr. | Titel aflevering                 | Uitzenddatum VS  |
| --- | -------------------------------- | ---------------- |
| 1   | Here's Adventure, Here's Romance | 13 oktober 1983  |
| 2   | Ba-bing, Ba-bing                 | 20 oktober 1983  |
| 3   | The Long Law of the Arm          | 27 oktober 1983  |
| 4   | Death by Kiki                    | 3 november 1983  |
| 5   | Doris in Wonderland              | 10 november 1983 |
| 6   | Praise Dilaudid                  | 17 november 1983 |
| 7   | Goodbye, Mr. Scripps             | 24 november 1983 |
| 8   | Midway to What?                  | 1 december 1983  |
| 9   | Honk If You're a Goose           | 8 december 1983  |
| 10  | The Russians Are Coming          | 15 december 1983 |
| 11  | Ratman and Bobbin                | 12 januari 1984  |
| 12  | Nichols from Heaven              | 19 januari 1984  |
| 13  | Fuchs Me? Fuchs You!             | 26 januari 1984  |
| 14  | Grace Under Pressure             | 2 februari 1984  |
| 15  | The Other Side of Oneness        | 9 februari 1984  |
| 16  | Parting Is Such Sweep Sorrow     | 16 februari 1984 |
| 17  | The End of Logan's Run           | 1 maart 1984     |
| 18  | The Count of Monty Tasco         | 8 maart 1984     |
| 19  | Nutcracker Suite                 | 15 maart 1984    |
| 20  | Hair Apparent                    | 3 mei 1984       |
| 21  | Lucky Ducks                      | 10 mei 1984      |
| 22  | Eva's Brawn                      | 17 mei 1984      |

## Seizoen 5
| Nr. | Titel aflevering                        | Uitzenddatum VS   |
| --- | --------------------------------------- | ----------------- |
| 1   | Mayo, Hold the Pickle                   | 27 september 1984 |
| 2   | Watt a Way to Go                        | 4 oktober 1984    |
| 3   | Rookie Nookie                           | 18 oktober 1984   |
| 4   | Fowl Play                               | 25 oktober 1984   |
| 5   | Bangladesh Slowly                       | 1 november 1984   |
| 6   | Ewe and Me, Babe                        | 8 november 1984   |
| 7   | Blues for Mr. Green                     | 15 november 1984  |
| 8   | Fuched Again                            | 22 november 1984  |
| 9   | Low Blow                                | 29 november 1984  |
| 10  | The Rise and Fall of Paul the Wall      | 6 december 1984   |
| 11  | Last Chance Salon                       | 13 december 1984  |
| 12  | Intestinal Fortitude                    | 10 januari 1985   |
| 13  | Of Human Garbage                        | 17 januari 1985   |
| 14  | Dr. Hoof and Mouth                      | 24 januari 1985   |
| 15  | Davenport in a Storm                    | 31 januari 1985   |
| 16  | Washington Deceased                     | 7 februari 1985   |
| 17  | Passage to Libya                        | 14 februari 1985  |
| 18  | El Capitan                              | 21 februari 1985  |
| 19  | The Life and Time of Dominic Florio Jr. | 21 maart 1985     |
| 20  | G.Q.                                    | 28 maart 1985     |
| 21  | Queen for a Day                         | 11 april 1985     |
| 22  | You're in Alice's                       | 9 mei 1985        |
| 23  | Grin and Bear It                        | 16 mei 1985       |

## Seizoen 6
| Nr. | Titel aflevering            | Uitzenddatum VS   |
| --- | --------------------------- | ----------------- |
| 1   | Blues in the Night          | 26 september 1985 |
| 2   | Hacked to Pieces            | 3 oktober 1985    |
| 3   | Seoul on Ice                | 17 oktober 1985   |
| 4   | In the Belly of the Bus     | 24 oktober 1985   |
| 5   | Somewhere Over the Rambo    | 31 oktober 1985   |
| 6   | Oh, You Kid                 | 7 november 1985   |
| 7   | An Oy for an Oy             | 14 november 1985  |
| 8   | Fathers and Huns            | 21 november 1985  |
| 9   | What Are Friends For?       | 5 december 1985   |
| 10  | The Virgin and the Turkey   | 12 december 1985  |
| 11  | Two Easy Pieces             | 9 januari 1986    |
| 12  | Say It as It Plays          | 16 januari 1986   |
| 13  | Das Blues                   | 23 januari 1986   |
| 14  | Scales of Justice           | 30 januari 1986   |
| 15  | I Want My Hill Street Blues | 6 februari 1986   |
| 16  | Remembrance of Hits Past    | 13 februari 1986  |
| 17  | Larry of Arabia             | 27 februari 1986  |
| 18  | Iced Coffey                 | 6 maart 1986      |
| 19  | Jagga the Hunk              | 13 maart 1986     |
| 20  | Look Homeward, Ninja        | 20 maart 1986     |
| 21  | Slum Enchanted Evening      | 27 maart 1986     |
| 22  | Come and Get It             | 3 april 1986      |

## Seizoen 7
| Nr. | Titel aflevering                   | Uitzenddatum VS  |
| --- | ---------------------------------- | ---------------- |
| 1   | Suitcase                           | 2 oktober 1986   |
| 2   | A Case of Klapp                    | 9 oktober 1986   |
| 3   | The Best Defense                   | 16 oktober 1986  |
| 4   | Bald Ambition                      | 30 oktober 1986  |
| 5   | I Come on My Knees                 | 6 november 1986  |
| 6   | Say Uncle                          | 13 november 1986 |
| 7   | Amazing Grace                      | 26 november 1986 |
| 8   | Falling from Grace                 | 2 december 1986  |
| 9   | Fathers and Guns                   | 9 december 1986  |
| 10  | More Skinned Against Than Skinning | 23 december 1986 |
| 11  | She's So Fein                      | 6 januari 1987   |
| 12  | A Wasted Weekend                   | 13 januari 1987  |
| 13  | City of Refuse                     | 20 januari 1987  |
| 14  | Der Roachenkavalier                | 3 februari 1987  |
| 15  | Norman Conquest                    | 10 februari 1987 |
| 16  | Sorry Wrong Number                 | 3 maart 1987     |
| 17  | The Cookie Crumbles                | 10 maart 1987    |
| 18  | Dogsbreath Afternoon               | 17 maart 1987    |
| 19  | Days of Swine and Roses            | 31 maart 1987    |
| 20  | The Runner Falls on His Kisser     | 7 april 1987     |
| 21  | A Pound of Flesh                   | 5 mei 1987       |
| 22  | It Ain't Over Till It's Over       | 12 mei 1987      |